# Pałac w Piotrówku
Pałac w Piotrówku – zabytkowy pałac w Piotrówku – wsi w Polsce, w województwie dolnośląskim, w powiecie wrocławskim, w gminie Jordanów Śląski.

## Historia
Pałac wzniesiony  w 1860 w stylu  klasycystycznym na planie prostokąta z osiowymi ryzalitami, nakryty czterospadowym dachem. Rozbudowany w 1896 r. o północne skrzydło na planie kwadratu, z kolistą wieżą z użytkowym poddaszem w narożniku. Budowla posiada 20 pomieszczeń, w tym obszerny strych, wielką salę balową, rozbudowane piwnice; na wieży funkcjonował zegar i dzwon, wybijający godziny. W l. 1892–1945 pałac znajdował się w rękach jednej z gałęzi dolnośląskiego rodu arystokratycznego von Richthofen. W r. 1945 został znacjonalizowany; przez pewien czas zarządzany był przez tutejsze PGR. Od 1991 r. znajduje się w rękach prywatnych - opuszczony i zaniedbany od dziesięcioleci popada w ruinę. Pałac wraz z parkiem krajobrazowym (pozostałości), z drugiej połowy XIX w., znajdującym się na wschód od pałacu z pozostałościami grodziska z XIII wieku, folwarkiem, zaniedbanym i częściowo zrujnowanym, leżącym się na zachód od pałacu, z wewnętrznym dziedzińcem i budynkami gospodarczymi z końca XIX wieku, w skład którego wchodzą: dom mieszkalny, z k. XIX w.; obora, z 1870 r.; spichrz, z k. XIX w.; stodoła, z k. XIX w.; dwie oficyny, z k. XIX w.; stajnia i obora, z ok. 1900 r.; stodoła z częścią mieszkalną, z ok. 1900 r.; brama, z k. XIX w.; fragment muru granicznego, z k. XIX w.; kaplica grobowa Richthofena, z 1903 r. stanowi zespół pałacowy i folwarczny.

## Kaplica grobowa
Kaplica grobowa Richthofenów z 1903 znajduje się na wzgórzu obok pałacu. Wybudowana w stylu neoklasycystycznym, od frontu portyk z czterema kolumnami doryckimi podtrzymującymi tympanon zawierający kartusz z herbami: Ulricha von Richthofena (1846-1917) (L) i jego żony Heleny von Koschembahr (1850-1903) (P).

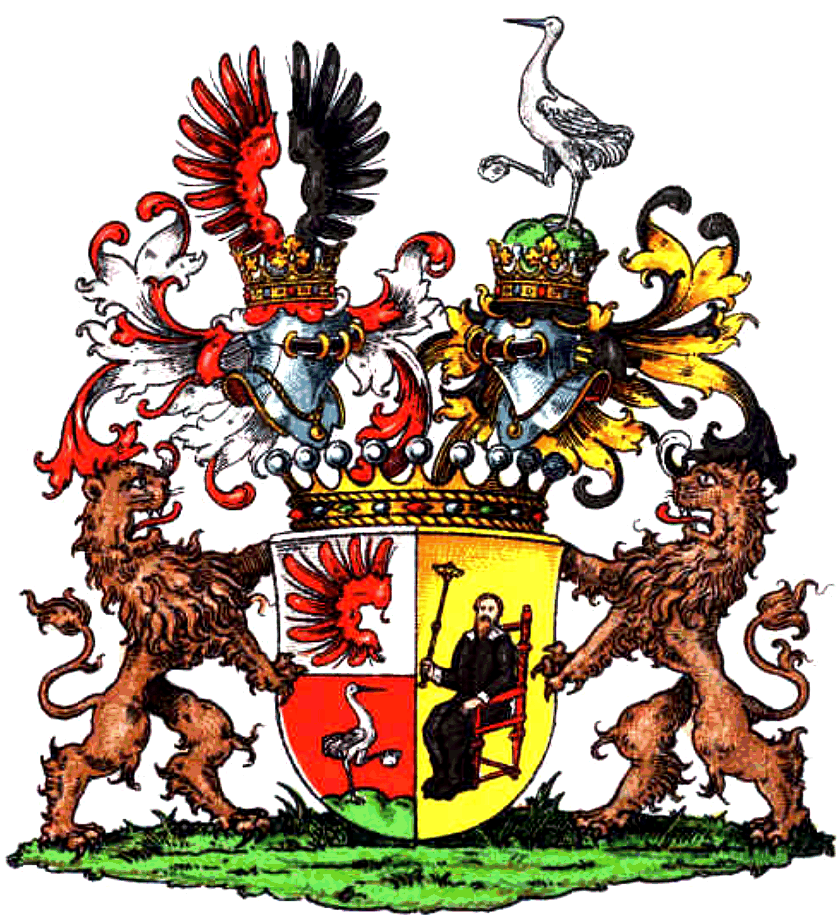
Herb von Richthofen
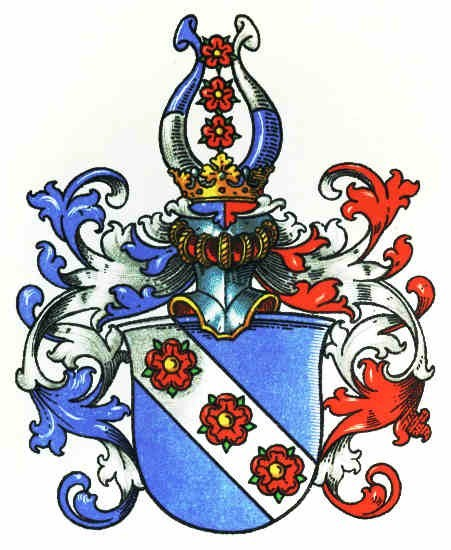
Herb von Koschembahr